# Otta (Noruega)
Otta és una població del municipi de Sel, al comtat d'Innlandet, Noruega, sent centre administratiu d'aquest municipi. En el cens del 2015 tenia 1.724 habitants, sent l'assentament més poblat del municipi. El topònim d'Otta és degut al riu d'Otta.
Situada a 110 quilòmetres al nord de Lillehammer, Otta s'estén pel fons de la vall, per on hi passa el riu d'Otta que és alimentat en gran part de les grans glaceres de Jotunheimen. El riu desemboca al Gudbrandsdalslågen.
Al nord-est de la ciutat hi ha el massís de Rondane, amb alguns cims de més de 2.000 metres. Aquest massís fou convertit el 1962 en el primer parc nacional de Noruega.
El 1612, va ser protagonista de la batalla de Kringen.

## Galeria

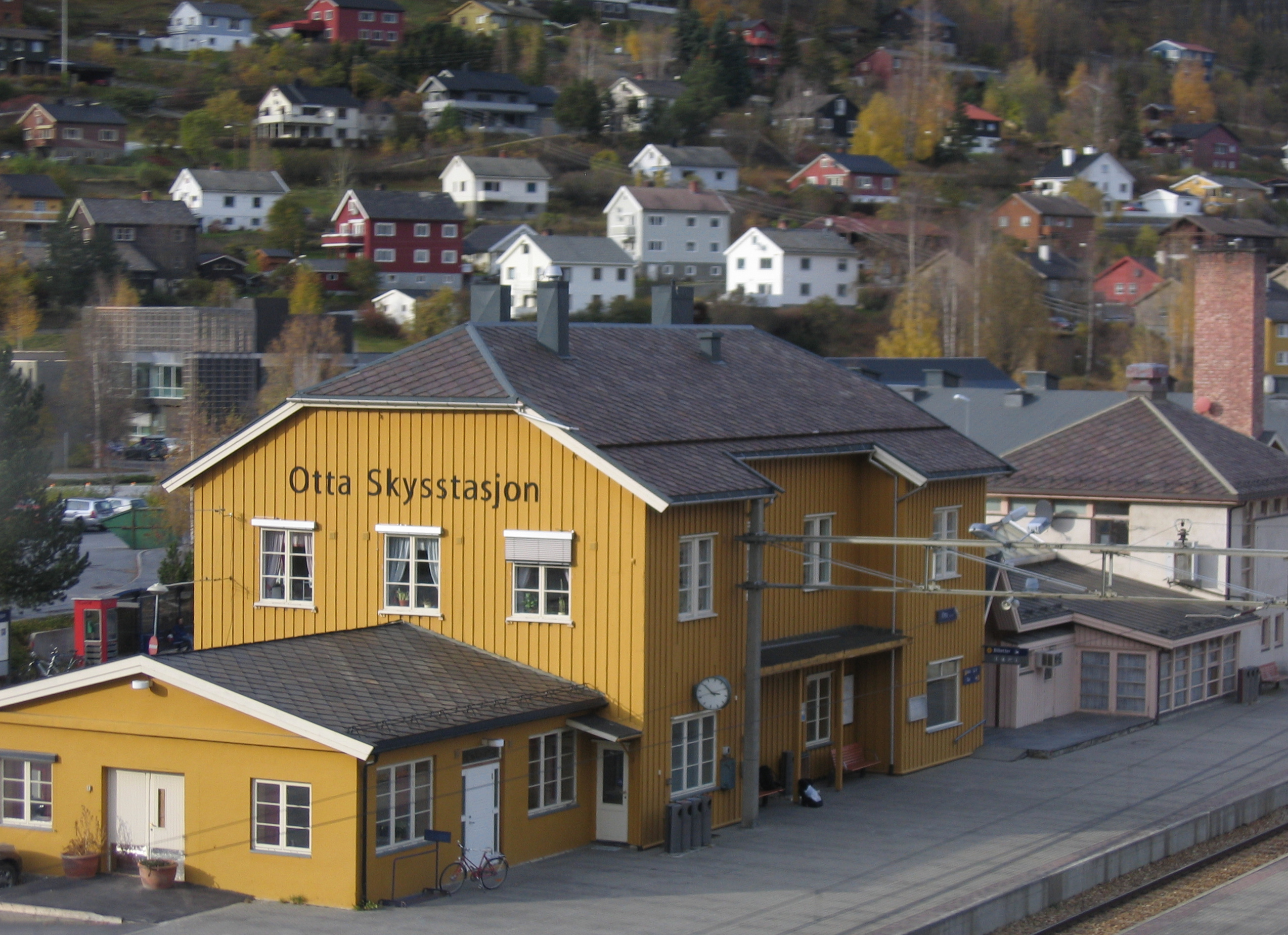
Estació d'Otta
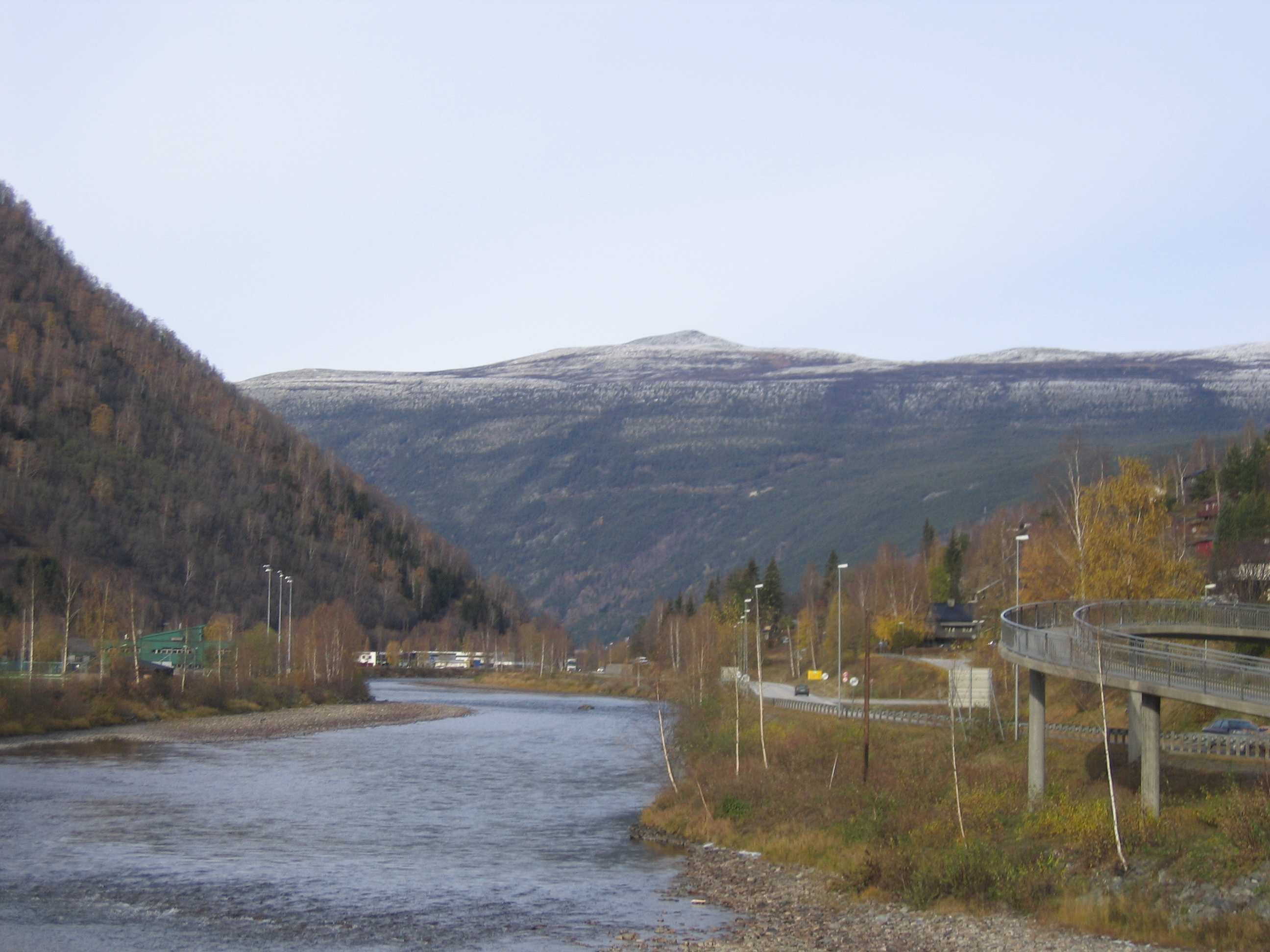
Otta a la riba del Gudbrandsdalslågen
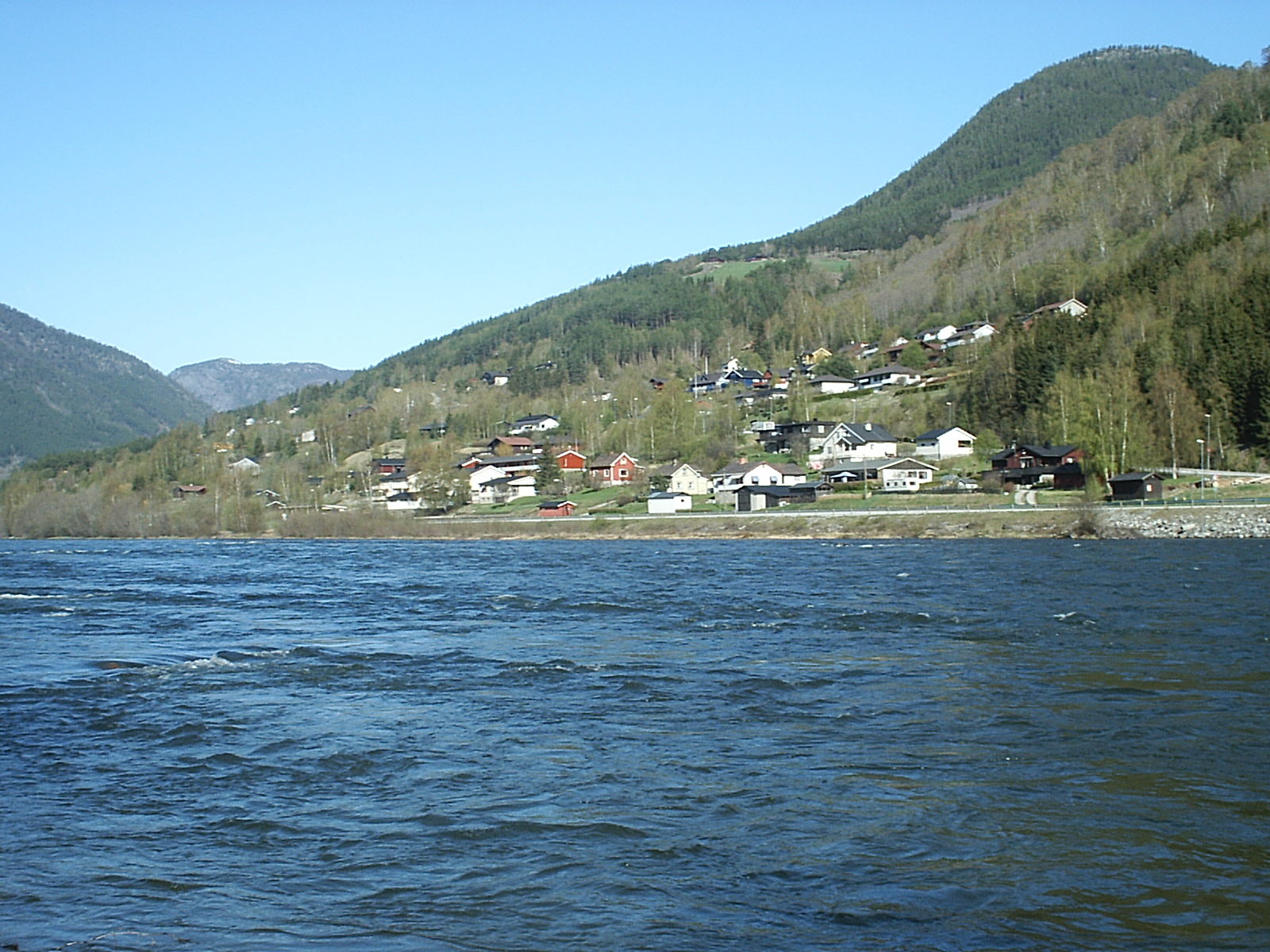
Vista de la ciutat des del riu d'Otta
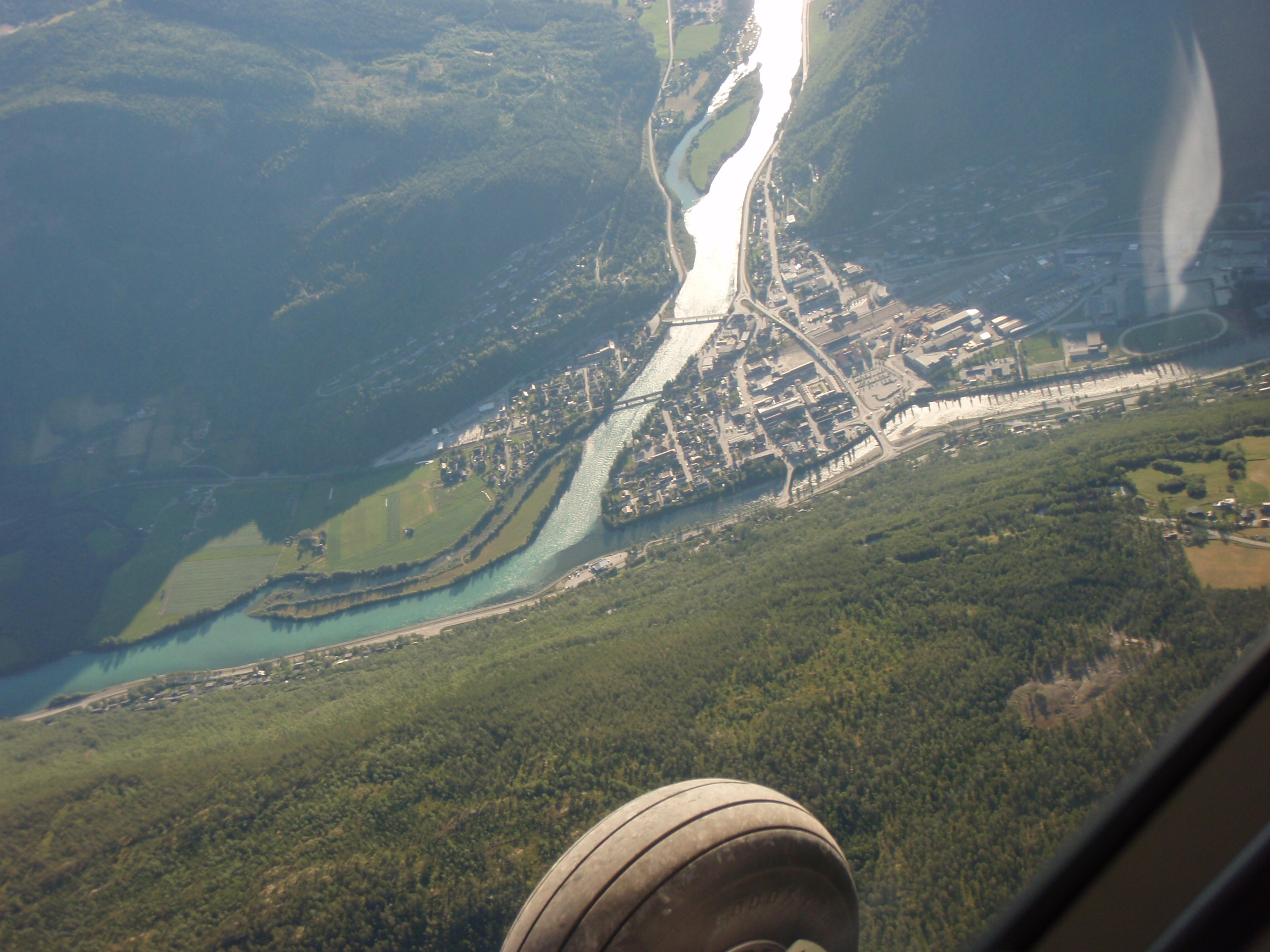
Otta des de l'aire
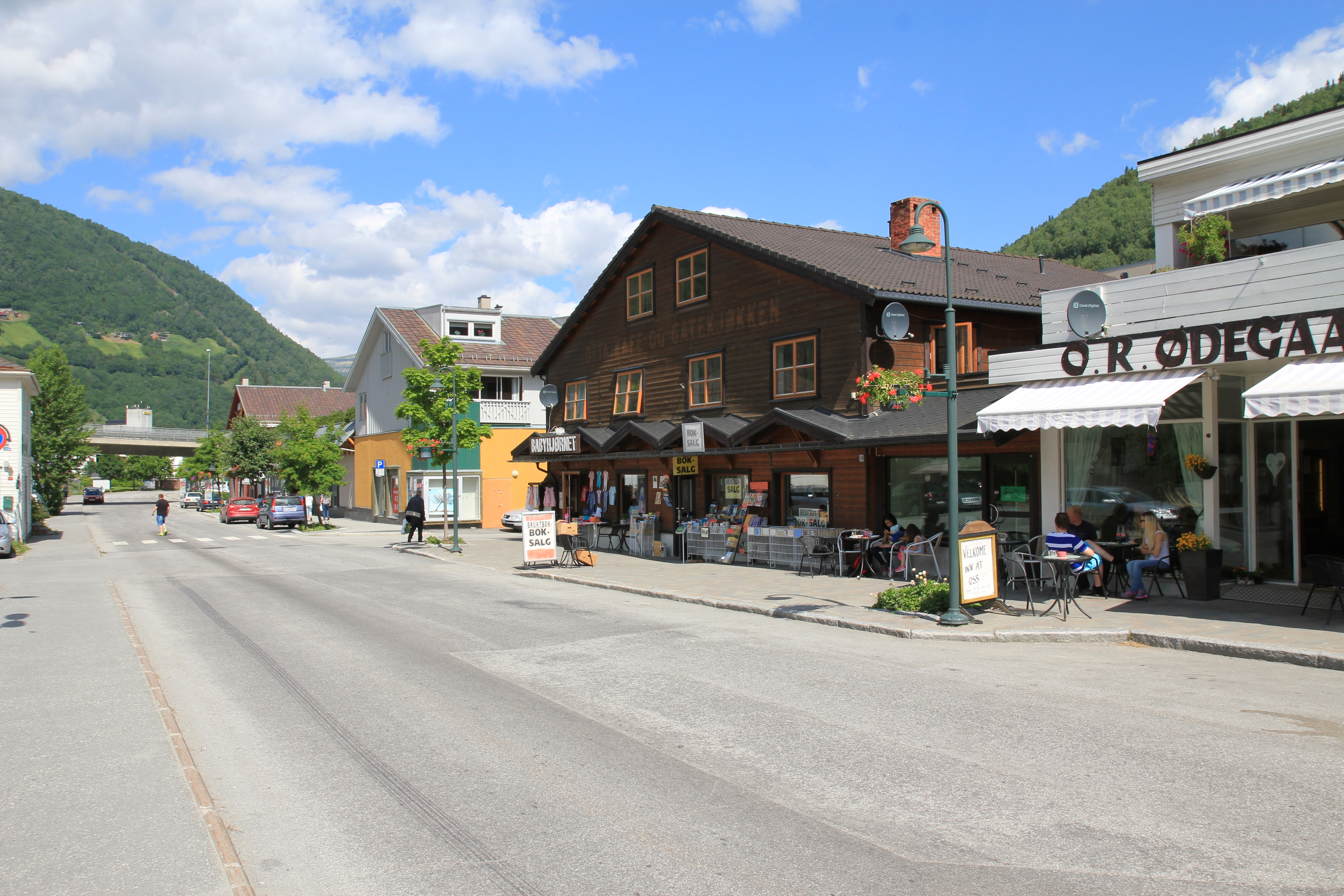
Centre d'Otta
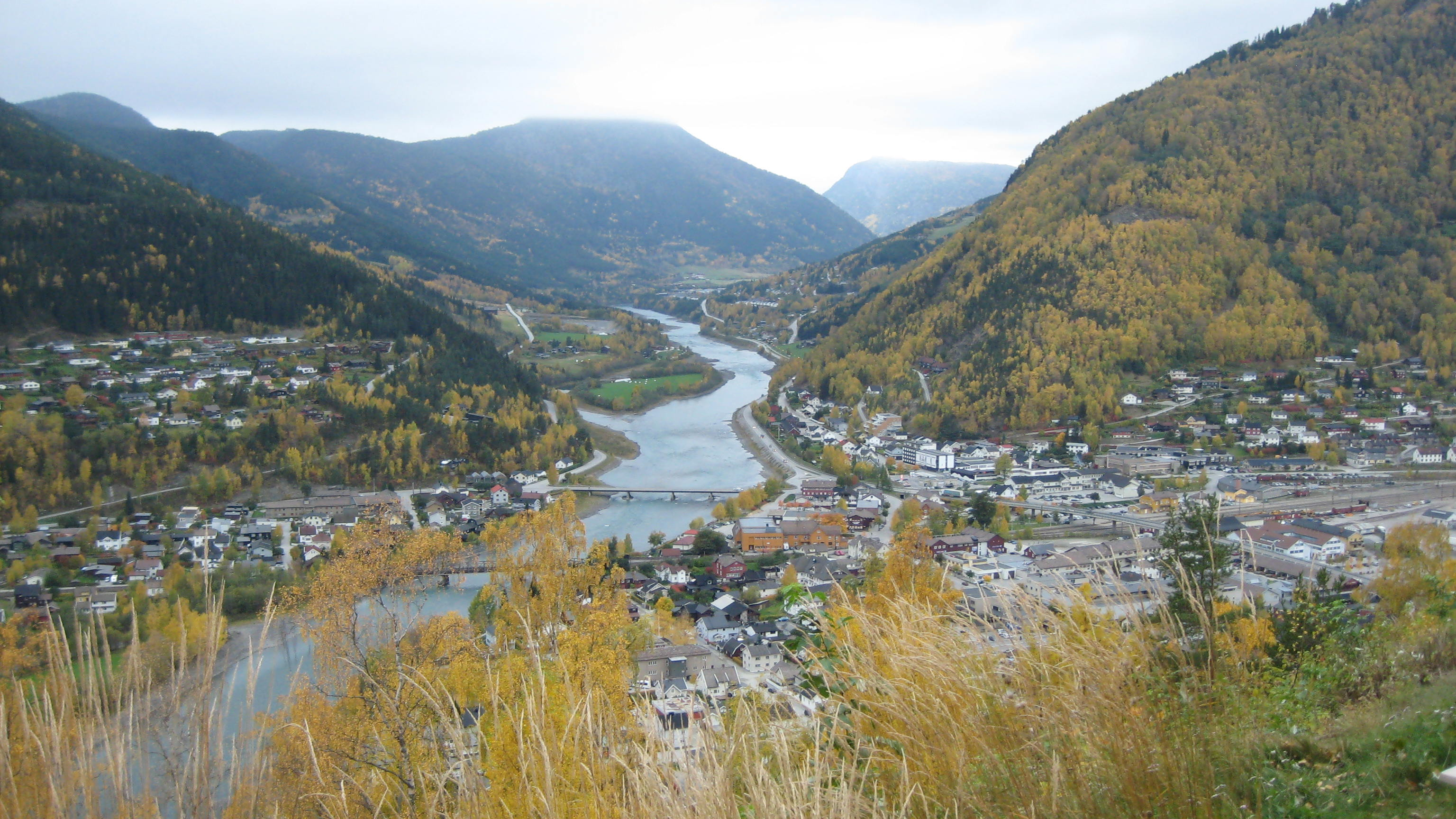
Otta a la riba del riu d'Otta.